# Utstrand
Utstrand est une localité du comté de Troms, en Norvège.

## Géographie
Administrativement, Utstrand fait partie de la kommune de Kvæfjord.